# Nigella stricta
Nigella stricta är en ranunkelväxtart som beskrevs av P.Arne K. Strid. Nigella stricta ingår i släktet nigellor, och familjen ranunkelväxter. Inga underarter finns listade i Catalogue of Life.